# Terebenthen
Terebenthen – terpentyniarnia w Hajnówce wybudowana przez Niemców w okresie I wojny światowej.

## 1918–1939
Po odzyskaniu niepodległości właścicielem był Rabinowicz. W 1922 r. terpentyniarnię nabyli: Marian Porowski i Piotr Godlewski, wówczas zakład otrzymał nazwę „Terebenthen” S.A. Po kilku latach właścicielem został sam Marian Porowski.
Zakład posiadał kilka „majdanów” (składnic) na terenie Puszczy Białowieskiej. Fabryka posiadała własny oddział straży pożarnej, który powstał w roku 1925. W maju i w czerwcu 1933 r. akcję strajkową prowadziło 54 pracowników – bez sukcesu. W 1937 r. na znak protestu przeciw zwolnieniu 9 robotników zastrajkowała cała załoga. Domagano się regulacji płac i przywrócenia do pracy zwolnionych. Żądania zostały spełnione. Zatrudnienie w roku 1938 wynosiło 120 osób. Warunki pracy w owych czasach były trudne i uciążliwe dla zdrowia. Cały zakład był nasycony intensywną wonią wytwarzanych produktów, promieniującą daleko poza teren przedsiębiorstwa. Płace były wypłacane w znacznej ilości w postaci bonów, które można było zrealizować w określonym sklepie.

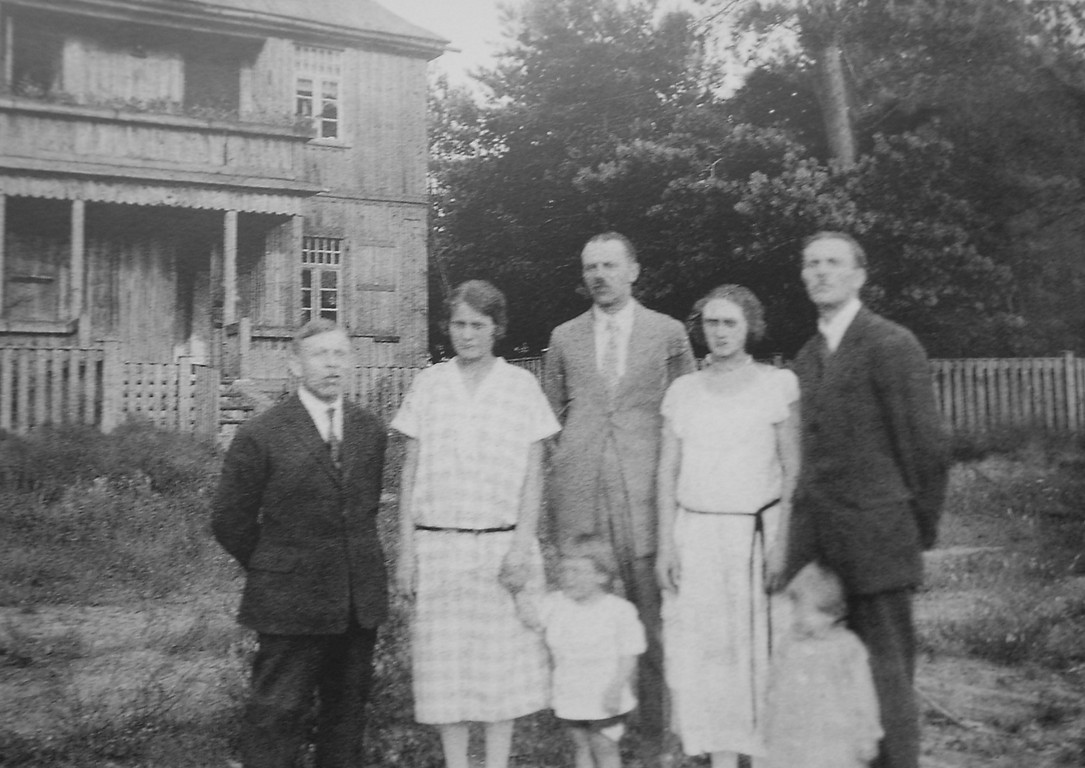
Bracia Porowscy (po prawej) i P.Godlewski, Budynek mieszkalny i siedziba zarządu oddziału Hajnówka „Terebenthen” S.A. Lata 30. XX w.

## 1939–1941
Po zajęciu Hajnówki 17 września 1939 r. przez armię radziecką zakład upaństwowiono, wymieniono personel kierowniczy i administracyjny. 

## 1941–1944
Podczas okupacji niemieckiej (1941–1944) we wszystkich hajnowskich zakładach przemysłowych stanowiska administracyjne objęli Niemcy. Kierownikiem terpentyniarni był Dimick. W tym czasie utworzono zakładową straż pożarną złożoną z byłych strażaków i robotników wytypowanych przez kierownictwo. 

## Likwidacja
W roku 1962 Terebenthen zamknięto. Na terenie dawniej zajmowanym przez fabrykę utworzono między innymi park miejski (1973).

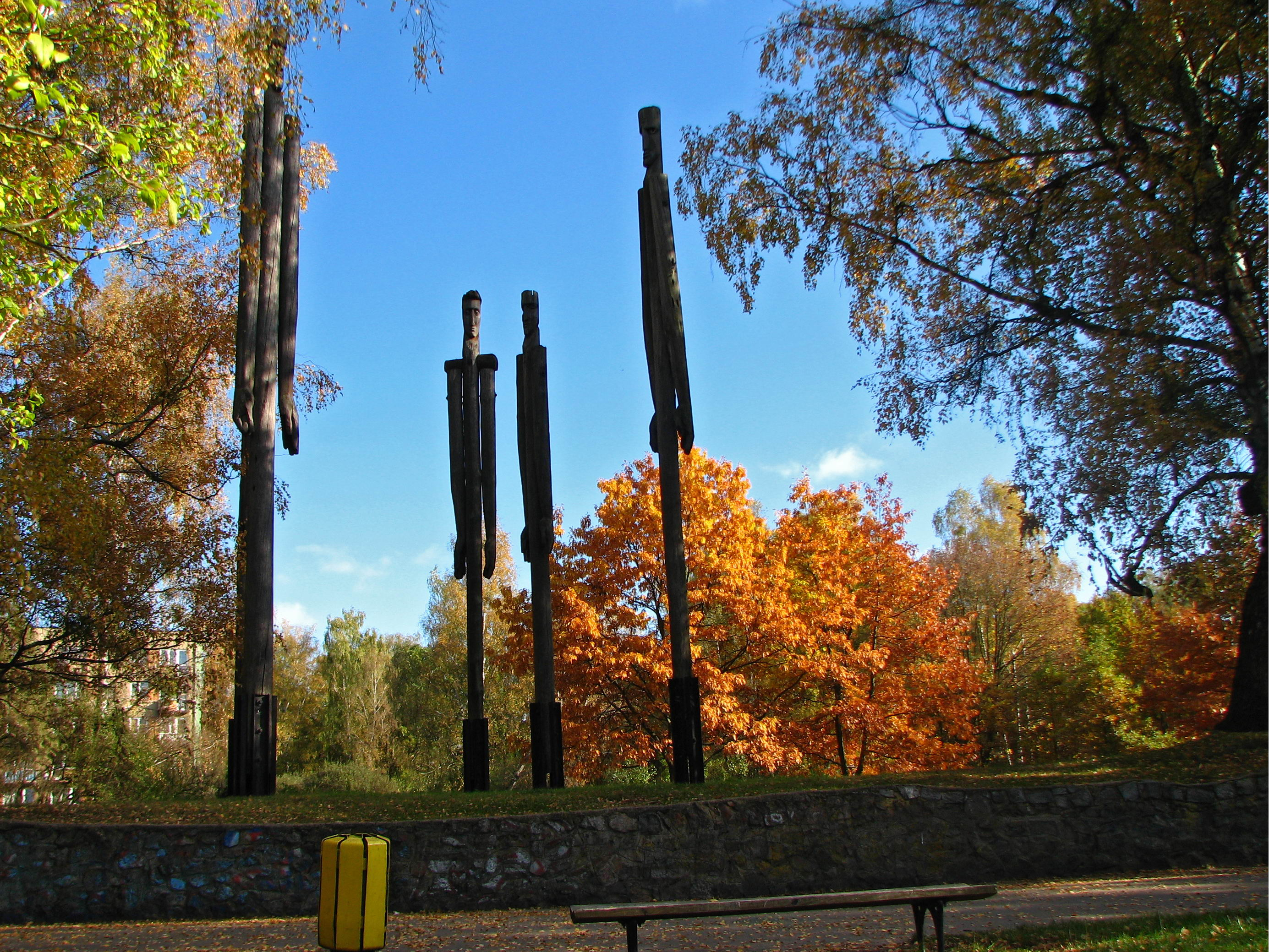
Park miejski

## Lokalizacja
Ówczesna fabryka była zlokalizowana pomiędzy obecnymi ulicami: Parkową, 3 Maja, Piłsudskiego, Armii Krajowej i Białowieską.

## Produkcja
W majdanach w wyniku spalania karpiny z małym dostępem powietrza, na zasadach odparowania, otrzymywano półprodukty gotowych wyrobów przeznaczone do dalszego przerobu w warunkach przemysłowych na terenie fabryki.
- terpentyna
- smoła
- sadza
- olejki
- kreozot
- pak
- karbolineum
- pasta do obuwia
- smar
- dziegieć
- lepik
- papa bitumiczna

oraz wiele innych produktów (razem ok. 30).